# Autoroute A 72
Die Autoroute A 72 ist eine französische Autobahn mit Beginn in Nervieux und dem Ende in Saint-Étienne. Ihre Länge beträgt 55 km.

## Geschichte
- ?. ? 1975: Eröffnung Saint-Priest-en-Jarez - Saint-Jean-Bonnefonds-nord (Abfahrt 12 – 15)
- ?. März 1975: Eröffnung Saint-Jean-Bonnefonds-nord - Saint-Jean-Bonnefonds-sud (Abfahrt 15 - N 88)
- ?. Juni 1975: Eröffnung Andrézieux-Bouthéon - Saint-Priest-en-Jarez (Abfahrt 8 – 12)
- 13. Juni 1984: Eröffnung Grénieux - Feurs (A 89 - Abfahrt 6)
- 28. März 1985: Eröffnung Feurs - Andrézieux-Bouthéon (Abfahrt 6 – 8)

## Großstädte an der Autobahn
- Saint-Étienne